# Elecciones provinciales de Buenos Aires de 1991
Las elecciones generales de la provincia de Buenos Aires de 1991 tuvieron lugar el domingo 8 de septiembre, al mismo tiempo que las elecciones legislativas a nivel nacional. Fueron las terceras elecciones provinciales bonaerenses desde la restauración democrática de 1983, y las vigésimas desde la instauración del sufragio secreto en la Argentina. Se debía elegir, en fórmula única, al gobernador y al vicegobernador, así como renovar la mitad de la legislatura provincial (46 de 92 diputados y 23 de 46 senadores) para el período 1991-1995. Al mismo tiempo, se debieron renovar las intendencias y la mitad de los concejos deliberantes de los 126 partidos que componían la provincia.
El fracaso de Antonio Cafiero, gobernador elegido en 1987 por el Partido Justicialista (PJ), para lograr una reforma de la constitución provincial que lo autorizara a presentarse a reelección, permitió al sector interno de Carlos Menem, justicialista elegido presidente en 1989 tras haber derrotado a Cafiero en una interna, tomar el control del PJ bonaerense, siendo precisamente el vicepresidente Eduardo Duhalde el candidato a gobernador por el oficialismo. La Unión Cívica Radical (UCR), principal partido de la oposición, presentó a Juan Carlos Pugliese, expresidente de la Cámara de Diputados durante el gobierno de Raúl Alfonsín, como su candidato. Por su parte, el militar líder del grupo sublevado denominado Carapintadas, Aldo Rico, que había protagonizado varios levantamientos contra el gobierno, se presentó como candidato de una nueva formación de derecha, el Movimiento por la Dignidad y la Independencia (MODIN).
En un contexto político desfavorable para el radicalismo luego de la hiperinflación que puso fin anticipadamente al gobierno de Alfonsín, y la mejora repentina de la situación económica luego de que se instaurara la convertibilidad entre el peso argentino y el dólar estadounidense, el justicialismo se impuso con el 46.26 % de los votos. Si bien en términos porcentuales y absolutos representó una disminución con respecto al resultado de Cafiero en 1987, Duhalde duplicó en porcentaje a Pugliese, que obtuvo un magro segundo puesto con el 23.53 %. Rico, por su parte, irrumpió con fuerza al obtener el 10 % exacto de los votos. El justicialismo conservó además la mayoría en ambas Cámaras de la Legislatura. Los cargos electos asumieron el 10 de diciembre de 1991.

## Renovación legislativa
| Sección Electoral | Cámara de Diputados | Cámara de Diputados | Senado    | Senado    |
| Sección Electoral | Diputados           | A renovar           | Senadores | A renovar |
| ----------------- | ------------------- | ------------------- | --------- | --------- |
| 1                 | 15                  | 15                  | 8         | —         |
| 2                 | 11                  | —                   | 5         | 5         |
| 3                 | 18                  | —                   | 9         | 9         |
| 4                 | 14                  | 14                  | 7         | —         |
| 5                 | 11                  | 11                  | 5         | —         |
| 6                 | 11                  | —                   | 6         | 6         |
| 7                 | 6                   | 6                   | 3         | —         |
| 8 - Capital       | 6                   | —                   | 3         | 3         |
| Total             | 92                  | 46                  | 46        | 23        |

## Resultados

### Gobernador y vicegobernador
| Fórmula                        | Fórmula                                 | Partido               | Partido | Votos     | %     |
| Gobernador                     | Vicegobernador                          | Partido               | Partido | Votos     | %     |
| ------------------------------ | --------------------------------------- | --------------------- | --- | --------- | ----- |
| Eduardo Duhalde                | Rafael Romá                             |                       | Frente Justicialista Federal | 2.771.364 | 46,26 |
| Juan Carlos Pugliese           | Norberto García Silva                   |                       | Unión Cívica Radical | 1.409.584 | 23,53 |
| Aldo Rico                      | Pablo Bava Bussalino                    |                       | Movimiento por la Dignidad y la Independencia | 599.082   | 10,00 |
| Alberto Albamonte              | Lisandro Mauricio Sejas                 |                       | Unión del Centro Democrático | 433.382   | 7,23  |
| Oscar Alende                   | Moisés Fontela                          |                       | Frente por la Justicia Social | 162.178   | 2,71  |
| Santiago de Estrada            | Juan Pedro Merbilhaa                    |                       | Frente Independiente | 144.169   | 2,41  |
| Luis Zamora                    | Nelsa Josefa Bou Abdo                   |                       | Movimiento al Socialismo | 134.740   | 2,25  |
| Saúl Ubaldini                  | Héctor Capdevila                        |                       | Acción Popular para la Liberación | 132.497   | 2,21  |
| Carlos Rosendo Constenla (PSP) | Matilde Fernández de Quarracino (PDPFS) |                       | Alianza Unidad Socialista - Democracia Popular Ver partidos de la alianza: - Partido Socialista Popular - Partido Socialista Democrático - Partido Demócrata Popular por el Frente Social | 92.818    | 1,55  |
| Miguel Pedro Monserrat         | José Lualdi                             |                       | Partido Comunista | 46.434    | 0,78  |
| Miguel Ángel de Renzis         | Humberto Luján Golfredi                 |                       | Frente de Voluntad Popular (PTP - Laborista) | 39.248    | 0,66  |
| Daniel Mario Rapanelli         | Aurora Amelia García                    |                       | Partido Obrero | 24.730    | 0,41  |
| Votos positivos                | Votos positivos                         | Votos positivos       | Votos positivos | 5.990.226 | 94,82 |
| Votos en blanco                | Votos en blanco                         | Votos en blanco       | Votos en blanco | 278.374   | 4,41  |
| Votos nulos                    | Votos nulos                             | Votos nulos           | Votos nulos | 49.070    | 0,78  |
| Participación                  | Participación                           | Participación         | Participación | 6.317.670 | 82,45 |
| Electores registrados          | Electores registrados                   | Electores registrados | Electores registrados | 7.662.634 | 100   |
| Fuentes:                       |                                         |                       | |           |       |

### Cámara de Diputados
| ← 1989 · Cámara de Diputados · 1993 → | ← 1989 · Cámara de Diputados · 1993 → | ← 1989 · Cámara de Diputados · 1993 → | ← 1989 · Cámara de Diputados · 1993 → | ← 1989 · Cámara de Diputados · 1993 → |
| Partido                               | Partido | Votos                                 | %                                     | Bancas                                |
| ------------------------------------- | --- | ------------------------------------- | ------------------------------------- | ------------------------------------- |
|                                       | Frente Justicialista Federal | 1.382.958                             | 46,24                                 | 24/46                                 |
|                                       | Unión Cívica Radical | 726.188                               | 24,28                                 | 16/46                                 |
|                                       | Movimiento por la Dignidad y la Independencia | 264.002                               | 8,83                                  | 2/46                                  |
|                                       | Unión del Centro Democrático | 248.361                               | 8,30                                  | 4/46                                  |
|                                       | Frente por la Justicia Social | 69.883                                | 2,34                                  |                                       |
|                                       | Frente Independiente | 73.524                                | 2,46                                  |                                       |
|                                       | Movimiento al Socialismo | 61.412                                | 2,05                                  |                                       |
|                                       | Acción Popular para la Liberación | 47.496                                | 1,59                                  |                                       |
|                                       | Alianza Unidad Socialista - Democracia Popular Ver partidos de la alianza: - Partido Socialista Popular - Partido Socialista Democrático - Partido Demócrata Popular por el Frente Social | 50.860                                | 1,70                                  |                                       |
|                                       | Partido Comunista | 21.274                                | 0,71                                  |                                       |
|                                       | Frente de Voluntad Popular (PTP - Laborista) | 13.552                                | 0,45                                  |                                       |
|                                       | Partido Obrero | 11.881                                | 0,40                                  |                                       |
|                                       | Partido Demócrata Progresista | 5.894                                 | 0,20                                  |                                       |
|                                       | Partido Renovador de la provincia de Buenos Aires | 5.506                                 | 0,18                                  |                                       |
|                                       | Unión Popular | 3.757                                 | 0,13                                  |                                       |
|                                       | Partido Nacionalista Constitucional | 2.678                                 | 0,09                                  |                                       |
|                                       | Movimiento Popular Bonaerense | 1.761                                 | 0,06                                  |                                       |
| Votos positivos                       | Votos positivos | 2.990.987                             | 93,86                                 |                                       |
| Votos en blanco                       | Votos en blanco | 171.590                               | 5,38                                  |                                       |
| Votos nulos                           | Votos nulos | 224.161                               | 7,03                                  |                                       |
| Total de votos                        | Total de votos | 3.186.738                             | 100                                   |                                       |
| Fuente:                               | |                                       |                                       |                                       |

#### Resultados por secciones electorales

Secciones electorales de Buenos Aires:
1º Sección
2º Sección
3º Sección
4º Sección
5º Sección
6º Sección
7º Sección
8º Sección/Capital

| 1ª Sección Electoral 15 Diputados | 1ª Sección Electoral 15 Diputados                 | 1ª Sección Electoral 15 Diputados | 1ª Sección Electoral 15 Diputados | 1ª Sección Electoral 15 Diputados | 1ª Sección Electoral 15 Diputados |
| Partido/Alianza                   | Partido/Alianza                                   | Votos                             | %                                 | Bancas                            | Electos |
| --------------------------------- | ------------------------------------------------- | --------------------------------- | --------------------------------- | --------------------------------- | --- |
|                                   | Frente Justicialista Federal                      | 907.393                           | 46,12                             | 7/15                              | Ver electos: - Roberto Alfredo Maldonado - Juan Carlos Denuchi - María Teresa García - César Adolfo Acosta - Eduardo Mario Bustos - Alfredo Mario Antanucci - Luis Alberto Orellano                      |
|                                   | Unión Cívica Radical                              | 411.991                           | 20,94                             | 4/15                              | Ver electos: - Miguel Ángel Mastrogiacomo - Alberto Losada - Luis Ricardo Jorge - Juan Carlos Lema |
|                                   | Movimiento por la Dignidad y la Independencia     | 223.779                           | 11,38                             | 2/15                              | - Roberto Alejandro Etchenique - Daniel Omar Herrera |
|                                   | Unión del Centro Democrático                      | 158.810                           | 8,07                              | 2/15                              | - Horacio Fermín Salaverri - Raúl Marcelo Elizondo |
|                                   | Frente por la Justicia Social                     | 53.895                            | 2,74                              |                                   | |
|                                   | Movimiento al Socialismo                          | 50.823                            | 2,58                              |                                   | |
|                                   | Frente Independiente                              | 46.214                            | 2,35                              |                                   | |
|                                   | Acción Popular para la Liberación                 | 36.780                            | 1,87                              |                                   | |
|                                   | Alianza Unidad Socialista - Democracia Popular    | 26.561                            | 1,35                              |                                   | |
|                                   | Partido Comunista                                 | 16.456                            | 0,84                              |                                   | |
|                                   | Frente de Voluntad Popular                        | 11.212                            | 0,57                              |                                   | |
|                                   | Partido Obrero                                    | 9.142                             | 0,46                              |                                   | |
|                                   | Partido Demócrata Progresista                     | 4.051                             | 0,21                              |                                   | |
|                                   | Partido Renovador de la provincia de Buenos Aires | 3.611                             | 0,18                              |                                   | |
|                                   | Unión Popular                                     | 2.714                             | 0,14                              |                                   | |
|                                   | Partido Nacionalista Constitucional               | 2.198                             | 0,11                              |                                   | |
|                                   | Movimiento Popular Bonaerense                     | 1.640                             | 0,08                              |                                   | |
| Votos positivos                   | Votos positivos                                   | 1.967.270                         | 94,24                             |                                   | |
| Votos en blanco                   | Votos en blanco                                   | 102.855                           | 4,93                              |                                   | |
| Votos nulos                       | Votos nulos                                       | 217.344                           | 10,41                             |                                   | |
| Total de votos                    | Total de votos                                    | 2.087.469                         | 100                               |                                   | |
| 4ª Sección Electoral 14 Diputados |                                                   |                                   |                                   |                                   | |
| Partido/Alianza                   | Partido/Alianza                                   | Votos                             | %                                 | Bancas                            | Electos |
|                                   | Frente Justicialista Federal                      | 148.638                           | 47,02                             | 9/14                              | Ver electos: - Luis Ángel Gutiérrez - Osvaldo Arpigiani - Héctor Martín Callegaro - Armando Blasi - Edgardo J. J. Furlán - Rubén Juan Spataro - Mónica Estévez - Carlos Miguel Díaz - Héctor Luis Trucco |
|                                   | Unión Cívica Radical                              | 103.127                           | 32,62                             | 5/14                              | Ver electos: - Juan José Itoiz - Juan José Laxagueborde - José Juan Andreoli - Eduardo Ángel Rubbo - Juan Carlos Pizarro                                                                                 |
|                                   | Unión del Centro Democrático                      | 22.490                            | 7,11                              |                                   | |
|                                   | Movimiento por la Dignidad y la Independencia     | 13.724                            | 4,34                              |                                   | |
|                                   | Frente Independiente                              | 6.656                             | 2,11                              |                                   | |
|                                   | Frente por la Justicia Social                     | 6.157                             | 1,95                              |                                   | |
|                                   | Movimiento al Socialismo                          | 3.943                             | 1,25                              |                                   | |
|                                   | Alianza Unidad Socialista - Democracia Popular    | 3.781                             | 1,20                              |                                   | |
|                                   | Acción Popular para la Liberación                 | 3.143                             | 0,99                              |                                   | |
|                                   | Partido Comunista                                 | 1.560                             | 0,49                              |                                   | |
|                                   | Partido Demócrata Progresista                     | 943                               | 0,30                              |                                   | |
|                                   | Frente de Voluntad Popular                        | 822                               | 0,26                              |                                   | |
|                                   | Partido Obrero                                    | 601                               | 0,19                              |                                   | |
|                                   | Partido Renovador de la provincia de Buenos Aires | 397                               | 0,13                              |                                   | |
|                                   | Movimiento Popular Bonaerense                     | 121                               | 0,04                              |                                   | |
| Votos positivos                   | Votos positivos                                   | 316.103                           | 93,91                             |                                   | |
| Votos en blanco                   | Votos en blanco                                   | 19.110                            | 5,68                              |                                   | |
| Votos nulos                       | Votos nulos                                       | 1.380                             | 0,41                              |                                   | |
| Total de votos                    | Total de votos                                    | 336.593                           | 100                               |                                   | |
| 5ª Sección Electoral 11 Diputados |                                                   |                                   |                                   |                                   | |
| Partido/Alianza                   | Partido/Alianza                                   | Votos                             | %                                 | Bancas                            | Electos |
|                                   | Frente Justicialista Federal                      | 250.285                           | 45,40                             | 5/11                              | Ver electos: - Juan Carlos Veramendi - Pablo Vacante - Obdulio Raúl Etchepare - Daniel Armando Basile - Diana Bárbara Gutiérrez                                                                          |
|                                   | Unión Cívica Radical                              | 158.267                           | 28,71                             | 4/11                              | Ver electos: - Enrique Marcelo Honores - Horacio Luis Marcelloni - Roberto Walter Marchiolo - Mario del Rosso                                                                                            |
|                                   | Unión del Centro Democrático                      | 58.284                            | 10,57                             | 2/11                              | - Fernando Pedro Cámara - Jorge Luis Kirch |
|                                   | Movimiento por la Dignidad y la Independencia     | 20.776                            | 3,77                              |                                   | |
|                                   | Alianza Unidad Socialista - Democracia Popular    | 18.191                            | 3,30                              |                                   | |
|                                   | Frente Independiente                              | 15.713                            | 2,85                              |                                   | |
|                                   | Frente por la Justicia Social                     | 9.056                             | 1,64                              |                                   | |
|                                   | Acción Popular para la Liberación                 | 6.062                             | 1,10                              |                                   | |
|                                   | Movimiento al Socialismo                          | 5.230                             | 0,95                              |                                   | |
|                                   | Partido Comunista                                 | 2.672                             | 0,48                              |                                   | |
|                                   | Partido Obrero                                    | 1.795                             | 0,33                              |                                   | |
|                                   | Frente de Voluntad Popular                        | 1.518                             | 0,28                              |                                   | |
|                                   | Partido Renovador de la provincia de Buenos Aires | 1.498                             | 0,27                              |                                   | |
|                                   | Unión Popular                                     | 1.043                             | 0,19                              |                                   | |
|                                   | Partido Demócrata Progresista                     | 636                               | 0,12                              |                                   | |
|                                   | Partido Nacionalista Constitucional               | 291                               | 0,05                              |                                   | |
| Votos positivos                   | Votos positivos                                   | 551.317                           | 93,31                             |                                   | |
| Votos en blanco                   | Votos en blanco                                   | 35.150                            | 5,95                              |                                   | |
| Votos nulos                       | Votos nulos                                       | 4.369                             | 0,74                              |                                   | |
| Total de votos                    | Total de votos                                    | 590.836                           | 100                               |                                   | |
| 7ª Sección Electoral 6 Diputados  |                                                   |                                   |                                   |                                   | |
| Partido/Alianza                   | Partido/Alianza                                   | Votos                             | %                                 | Bancas                            | Electos |
|                                   | Frente Justicialista Federal                      | 76.642                            | 49,04                             | 3/6                               | Ver electos: - Juan Manuel García - Isidoro Roberto Laso - Ricardo Alberto Sáenz |
|                                   | Unión Cívica Radical                              | 52.803                            | 33,78                             | 3/6                               | Ver electos: - Carlos María Valerga - Marcelo Miguel Colombo - Carlos Norberto Ruiz |
|                                   | Unión del Centro Democrático                      | 8.777                             | 5,62                              |                                   | |
|                                   | Movimiento por la Dignidad y la Independencia     | 5.723                             | 3,66                              |                                   | |
|                                   | Frente Independiente                              | 4.941                             | 3,16                              |                                   | |
|                                   | Alianza Unidad Socialista - Democracia Popular    | 2.327                             | 1,49                              |                                   | |
|                                   | Acción Popular para la Liberación                 | 1.511                             | 0,97                              |                                   | |
|                                   | Movimiento al Socialismo                          | 1.416                             | 0,91                              |                                   | |
|                                   | Frente por la Justicia Social                     | 775                               | 0,50                              |                                   | |
|                                   | Partido Comunista                                 | 586                               | 0,37                              |                                   | |
|                                   | Partido Obrero                                    | 343                               | 0,22                              |                                   | |
|                                   | Partido Demócrata Progresista                     | 264                               | 0,17                              |                                   | |
|                                   | Partido Nacionalista Constitucional               | 189                               | 0,12                              |                                   | |
| Votos positivos                   | Votos positivos                                   | 156.297                           | 90,95                             |                                   | |
| Votos en blanco                   | Votos en blanco                                   | 14.475                            | 8,42                              |                                   | |
| Votos nulos                       | Votos nulos                                       | 1.068                             | 0,62                              |                                   | |
| Total de votos                    | Total de votos                                    | 171.840                           | 100                               |                                   | |

### Cámara de Senadores
| ← 1989 · Cámara de Senadores · 1993 → | ← 1989 · Cámara de Senadores · 1993 → | ← 1989 · Cámara de Senadores · 1993 → | ← 1989 · Cámara de Senadores · 1993 → | ← 1989 · Cámara de Senadores · 1993 → |
| Partido                               | Partido | Votos                                 | %                                     | Bancas                                |
| ------------------------------------- | --- | ------------------------------------- | ------------------------------------- | ------------------------------------- |
|                                       | Frente Justicialista Federal | 1.316.086                             | 44,43                                 | 15/23                                 |
|                                       | Unión Cívica Radical | 667.752                               | 22,54                                 | 6/23                                  |
|                                       | Movimiento por la Dignidad y la Independencia | 320.232                               | 10,81                                 | 2/23                                  |
|                                       | Unión del Centro Democrático | 197.109                               | 6,65                                  |                                       |
|                                       | Frente por la Justicia Social | 92.815                                | 3,13                                  |                                       |
|                                       | Acción Popular para la Liberación | 83.850                                | 2,83                                  |                                       |
|                                       | Movimiento al Socialismo | 73.957                                | 2,50                                  |                                       |
|                                       | Frente Independiente | 70.028                                | 2,36                                  |                                       |
|                                       | Alianza Unidad Socialista - Democracia Popular Ver partidos de la alianza: - Partido Socialista Popular - Partido Socialista Democrático - Partido Demócrata Popular por el Frente Social | 54.921                                | 1,85                                  |                                       |
|                                       | Partido Comunista | 26.296                                | 0,89                                  |                                       |
|                                       | Frente de Voluntad Popular (PTP - Laborista) | 25.522                                | 0,86                                  |                                       |
|                                       | Partido Obrero | 12.693                                | 0,43                                  |                                       |
|                                       | Partido Renovador de la provincia de Buenos Aires | 7.172                                 | 0,24                                  |                                       |
|                                       | Unión Popular | 7.124                                 | 0,24                                  |                                       |
|                                       | Partido Demócrata Progresista | 3.106                                 | 0,10                                  |                                       |
|                                       | Movimiento Popular Bonaerense | 1.909                                 | 0,06                                  |                                       |
|                                       | Partido Nacionalista Constitucional | 1.701                                 | 0,06                                  |                                       |
| Votos positivos                       | Votos positivos | 2.962.273                             | 94,61                                 |                                       |
| Votos en blanco                       | Votos en blanco | 143.246                               | 4,58                                  |                                       |
| Votos nulos                           | Votos nulos | 25.413                                | 0,81                                  |                                       |
| Total de votos                        | Total de votos | 3.130.932                             | 100                                   |                                       |
| Fuente:                               | |                                       |                                       |                                       |

#### Resultados por secciones electorales
| 2ª Sección Electoral 5 Senadores         | 2ª Sección Electoral 5 Senadores                  | 2ª Sección Electoral 5 Senadores | 2ª Sección Electoral 5 Senadores | 2ª Sección Electoral 5 Senadores | 2ª Sección Electoral 5 Senadores |
| Partido/Alianza                          | Partido/Alianza                                   | Votos                            | %                                | Bancas                           | Electos |
| ---------------------------------------- | ------------------------------------------------- | -------------------------------- | -------------------------------- | -------------------------------- | --- |
|                                          | Frente Justicialista Federal                      | 147.426                          | 45,97                            | 3/5                              | Ver electos: - José María Díaz Bancalari - Roberto Ramón Aroza - Miguel Saiegh                                                        |
|                                          | Unión Cívica Radical                              | 88.943                           | 27,73                            | 2/5                              | - Marcelo Patricio Gear - Justo Cristóbal Beyer                                                                                       |
|                                          | Movimiento por la Dignidad y la Independencia     | 25.736                           | 8,02                             |                                  | |
|                                          | Unión del Centro Democrático                      | 15.007                           | 4,68                             |                                  | |
|                                          | Alianza Unidad Socialista - Democracia Popular    | 12.145                           | 3,79                             |                                  | |
|                                          | Frente Independiente                              | 8.387                            | 2,61                             |                                  | |
|                                          | Acción Popular para la Liberación                 | 7.568                            | 2,36                             |                                  | |
|                                          | Movimiento al Socialismo                          | 5.161                            | 1,61                             |                                  | |
|                                          | Frente por la Justicia Social                     | 4.563                            | 1,42                             |                                  | |
|                                          | Partido Comunista                                 | 2.148                            | 0,67                             |                                  | |
|                                          | Partido Renovador de la provincia de Buenos Aires | 1.299                            | 0,41                             |                                  | |
|                                          | Frente de Voluntad Popular                        | 936                              | 0,29                             |                                  | |
|                                          | Partido Obrero                                    | 793                              | 0,25                             |                                  | |
|                                          | Unión Popular                                     | 315                              | 0,10                             |                                  | |
|                                          | Partido Demócrata Progresista                     | 255                              | 0,08                             |                                  | |
|                                          | Movimiento Popular Bonaerense                     | 49                               | 0,02                             |                                  | |
| Votos positivos                          | Votos positivos                                   | 320.731                          | 93,52                            |                                  | |
| Votos en blanco                          | Votos en blanco                                   | 20.287                           | 5,92                             |                                  | |
| Votos nulos                              | Votos nulos                                       | 1.950                            | 0,57                             |                                  | |
| Total de votos                           | Total de votos                                    | 342.968                          | 100                              |                                  | |
| 3ª Sección Electoral 9 Senadores         |                                                   |                                  |                                  |                                  | |
| Partido/Alianza                          | Partido/Alianza                                   | Votos                            | %                                | Bancas                           | Electos |
|                                          | Frente Justicialista Federal                      | 874.967                          | 43,52                            | 5/9                              | Ver electos: - Antonio Ernesto Arcuri - José María Rocca - Luis Alberto Colabianchi - Graciela Giannettasio - Reinaldo Alfredo Pierri |
|                                          | Unión Cívica Radical                              | 399.578                          | 19,88                            | 2/9                              | - Miles Pelly - Luis Eduardo Pérez Luzuriaga                                                                                          |
|                                          | Movimiento por la Dignidad y la Independencia     | 264.114                          | 13,14                            | 2/9                              | - Fortunato Fernández - Juan Carlos Tudino                                                                                            |
|                                          | Unión del Centro Democrático                      | 134.939                          | 6,71                             |                                  | |
|                                          | Frente por la Justicia Social                     | 71.508                           | 3,56                             |                                  | |
|                                          | Acción Popular para la Liberación                 | 65.606                           | 3,23                             |                                  | |
|                                          | Movimiento al Socialismo                          | 59.377                           | 2,95                             |                                  | |
|                                          | Frente Independiente                              | 42.238                           | 2,10                             |                                  | |
|                                          | Alianza Unidad Socialista - Democracia Popular    | 29.309                           | 1,46                             |                                  | |
|                                          | Frente de Voluntad Popular                        | 21.906                           | 1,09                             |                                  | |
|                                          | Partido Comunista                                 | 20.407                           | 1,02                             |                                  | |
|                                          | Partido Obrero                                    | 9.703                            | 0,48                             |                                  | |
|                                          | Unión Popular                                     | 5.638                            | 0,28                             |                                  | |
|                                          | Partido Renovador de la provincia de Buenos Aires | 5.433                            | 0,27                             |                                  | |
|                                          | Partido Demócrata Progresista                     | 2.843                            | 0,14                             |                                  | |
|                                          | Partido Nacionalista Constitucional               | 1.701                            | 0,08                             |                                  | |
|                                          | Movimiento Popular Bonaerense                     | 1.127                            | 0,06                             |                                  | |
| Votos positivos                          | Votos positivos                                   | 2.010.394                        | 94,98                            |                                  | |
| Votos en blanco                          | Votos en blanco                                   | 87.694                           | 4,14                             |                                  | |
| Votos nulos                              | Votos nulos                                       | 18.528                           | 0,88                             |                                  | |
| Total de votos                           | Total de votos                                    | 2.116.616                        | 100                              |                                  | |
| 6ª Sección Electoral 6 Senadores         |                                                   |                                  |                                  |                                  | |
| Partido/Alianza                          | Partido/Alianza                                   | Votos                            | %                                | Bancas                           | Electos |
|                                          | Frente Justicialista Federal                      | 185.911                          | 52,09                            | 4/6                              | Ver electos: - Alejandro Hugo Corvatta - Eduardo Tolosa - Héctor Oscar Scavuzzo - Jorge Oscar Scoccia                                 |
|                                          | Unión Cívica Radical                              | 95.705                           | 26,82                            | 2/6                              | - Héctor Jorge Bertoncello - Orestes Oscar Beltrachini                                                                                |
|                                          | Unión del Centro Democrático                      | 30.305                           | 8,49                             |                                  | |
|                                          | Frente Independiente                              | 9.010                            | 2,52                             |                                  | |
|                                          | Movimiento por la Dignidad y la Independencia     | 8.996                            | 2,52                             |                                  | |
|                                          | Frente por la Justicia Social                     | 8.815                            | 2,47                             |                                  | |
|                                          | Alianza Unidad Socialista - Democracia Popular    | 6.347                            | 1,78                             |                                  | |
|                                          | Movimiento al Socialismo                          | 3.932                            | 1,10                             |                                  | |
|                                          | Acción Popular para la Liberación                 | 2.803                            | 0,79                             |                                  | |
|                                          | Partido Comunista                                 | 1.656                            | 0,46                             |                                  | |
|                                          | Unión Popular                                     | 1.171                            | 0,33                             |                                  | |
|                                          | Partido Obrero                                    | 1.053                            | 0,30                             |                                  | |
|                                          | Frente de Voluntad Popular                        | 724                              | 0,20                             |                                  | |
|                                          | Partido Renovador de la provincia de Buenos Aires | 440                              | 0,12                             |                                  | |
|                                          | Partido Demócrata Progresista                     | 8                                | 0,00                             |                                  | |
| Votos positivos                          | Votos positivos                                   | 356.876                          | 93,92                            |                                  | |
| Votos en blanco                          | Votos en blanco                                   | 20.614                           | 5,42                             |                                  | |
| Votos nulos                              | Votos nulos                                       | 2.502                            | 0,66                             |                                  | |
| Total de votos                           | Total de votos                                    | 379.992                          | 100                              |                                  | |
| 8ª Sección Electoral/Capital 3 Senadores |                                                   |                                  |                                  |                                  | |
| Partido/Alianza                          | Partido/Alianza                                   | Votos                            | %                                | Bancas                           | Electos |
|                                          | Frente Justicialista Federal                      | 107.782                          | 39,30                            | 3/3                              | Ver electos: - Juan Amondarain - Daniel C. Lucero - Carlos A. Martínez                                                                |
|                                          | Unión Cívica Radical                              | 83.526                           | 30,45                            |                                  | |
|                                          | Movimiento por la Dignidad y la Independencia     | 21.386                           | 7,80                             |                                  | |
|                                          | Unión del Centro Democrático                      | 16.858                           | 6,15                             |                                  | |
|                                          | Frente Independiente                              | 10.393                           | 3,79                             |                                  | |
|                                          | Frente por la Justicia Social                     | 7.929                            | 2,89                             |                                  | |
|                                          | Acción Popular para la Liberación                 | 7.873                            | 2,87                             |                                  | |
|                                          | Alianza Unidad Socialista - Democracia Popular    | 7.120                            | 2,60                             |                                  | |
|                                          | Movimiento al Socialismo                          | 5.487                            | 2,00                             |                                  | |
|                                          | Partido Comunista                                 | 2.085                            | 0,76                             |                                  | |
|                                          | Frente de Voluntad Popular                        | 1.956                            | 0,71                             |                                  | |
|                                          | Partido Obrero                                    | 1.144                            | 0,42                             |                                  | |
|                                          | Movimiento Popular Bonaerense                     | 733                              | 0,27                             |                                  | |
| Votos positivos                          | Votos positivos                                   | 274.272                          | 94,14                            |                                  | |
| Votos en blanco                          | Votos en blanco                                   | 14.651                           | 5,03                             |                                  | |
| Votos nulos                              | Votos nulos                                       | 2.433                            | 0,84                             |                                  | |
| Total de votos                           | Total de votos                                    | 291.356                          | 100                              |                                  | |

## Elecciones municipales
Las elecciones municipales de la provincia de Buenos Aires de 1991 se realizaron el 8 de septiembre de 1991. Se eligieron 127 intendentes, concejales y consejeros escolares.
| Municipio                                               | Intendente electo              | Partido | Partido                                  | Alianza | Alianza                                |
| ------------------------------------------------------- | ------------------------------ | ------- | ---------------------------------------- | ------- | -------------------------------------- |
| Adolfo Alsina                                           | Guillermo Narbaitz R           |         | Unión Cívica Radical                     |         | —                                      |
| Adolfo Gonzales Chaves                                  | Elba Neli Álvarez              |         | Unión Cívica Radical                     |         | —                                      |
| Alberti                                                 | Rubén Oscar Gamba              |         | Unión Cívica Radical                     |         | —                                      |
| Almirante Brown                                         | Jorge Antonio Villaverde R     |         | Partido Justicialista                    |         | Frente Justicialista Federal           |
| Arrecifes                                               | Daniel Néstor Bolinaga         |         | Partido Justicialista                    |         | Frente Justicialista Federal           |
| Avellaneda                                              | Baldomero Álvarez de Olivera   |         | Partido Justicialista                    |         | Frente Justicialista Federal           |
| Ayacucho                                                | Luis Alfredo Ilarregui R       |         | Partido Justicialista                    |         | Frente Justicialista Federal           |
| Azul                                                    | Rubén César De Paula R         |         | Unión Cívica Radical                     |         | —                                      |
| Bahía Blanca                                            | Jaime Linares                  |         | Unión Cívica Radical                     |         | —                                      |
| Balcarce                                                | José Luis Pérez                |         | Partido Justicialista                    |         | Frente Justicialista Federal           |
| Baradero                                                | Pedro Alberto Carossi          |         | Partido Justicialista                    |         | Frente Justicialista Federal           |
| Bartolomé Mitre                                         | Daniel Néstor Bolinaga         |         | Partido Justicialista                    |         | Frente Justicialista Federal           |
| Benito Juárez                                           | Santana Estanislao Zabalza     |         | Partido Intransigente                    |         | Frente por la Justicia Social          |
| Berazategui                                             | Juan José Mussi R              |         | Partido Justicialista                    |         | Frente Justicialista Federal           |
| Berisso                                                 | Eugenio Bladimiro Juzwa        |         | Partido Justicialista                    |         | Frente Justicialista Federal           |
| Bolívar                                                 | Juan Carlos Reina              |         | Partido Justicialista                    |         | Frente Justicialista Federal           |
| Bragado                                                 | Ernesto Juan Figueras          |         | Unión Cívica Radical                     |         | —                                      |
| Brandsen                                                | José María García López        |         | Partido Justicialista                    |         | Frente Justicialista Federal           |
| Campana (ver detalle)                                   | Calixto Bartolomé Dellepiane R |         | Unión Cívica Radical                     |         | —                                      |
| Cañuelas                                                | Ezequiel Juan Rizzi            |         | Unión Cívica Radical                     |         | —                                      |
| Capitán Sarmiento                                       | Horacio Enrique Tapia          |         | Partido Justicialista                    |         | Frente Justicialista Federal           |
| Carlos Casares                                          | Pascual Ángel Rampi R          |         | Partido Justicialista                    |         | Frente Justicialista Federal           |
| Carlos Tejedor                                          | Carlos Rivas                   |         | Unión Cívica Radical                     |         | —                                      |
| Carmen de Areco                                         | Santiago Luis Pignataro R      |         | Partido Justicialista                    |         | Frente Justicialista Federal           |
| Castelli                                                | Ricardo Riva                   |         | Unión Cívica Radical                     |         | —                                      |
| Chacabuco                                               | Héctor Manuel Francolino       |         | Partido Justicialista                    |         | Frente Justicialista Federal           |
| Chascomús                                               | Juan Carlos Salas              |         | Unión Cívica Radical                     |         | —                                      |
| Chivilcoy                                               | Jorge Adalberto Juancorena R   |         | Partido Justicialista                    |         | Frente Justicialista Federal           |
| Colón                                                   | Oscar Alberto Centanni         |         | Unión Cívica Radical                     |         | —                                      |
| Coronel Dorrego                                         | Pedro Juan Testani             |         | Partido Justicialista                    |         | Frente Justicialista Federal           |
| Coronel Pringles                                        | Juan Carlos Amores             |         | Partido Justicialista                    |         | Frente Justicialista Federal           |
| Coronel Rosales                                         | Néstor Alberto Giorno R        |         | Partido Justicialista                    |         | Frente Justicialista Federal           |
| Coronel Suárez                                          | Ricardo Oscar Wagner           |         | Partido Justicialista                    |         | Frente Justicialista Federal           |
| Daireaux                                                | Jorge Francisco Munarriz       |         | Unión Cívica Radical                     |         | —                                      |
| Dolores                                                 | Alfredo César Meckievi         |         | Partido Justicialista                    |         | Frente Justicialista Federal           |
| Ensenada (ver detalle)                                  | Adalberto Rodolfo Del Negro    |         | Partido Justicialista                    |         | Frente Justicialista Federal           |
| Escobar (ver detalle)                                   | Fernando Argentino Valle R     |         | Partido Justicialista                    |         | Frente Justicialista Federal           |
| Esteban Echeverría                                      | Luis Manuel Obarrio R          |         | Partido Justicialista                    |         | Frente Justicialista Federal           |
| Exaltación de la Cruz                                   | Ricardo Ángel Bozzani          |         | Defensa Comunal de Exaltación de la Cruz |         | Vecinalismo                            |
| Florencio Varela                                        | Julio Alberto Carpinetti R     |         | Partido Justicialista                    |         | Frente Justicialista Federal           |
| Florentino Ameghino                                     | Patricio Antonio García        |         | Partido Justicialista                    |         | Frente Justicialista Federal           |
| General Alvarado                                        | Carlos Andrés Molina           |         | Partido Justicialista                    |         | Frente Justicialista Federal           |
| General Alvear                                          | Aldo Rubén Sivero R            |         | Partido Justicialista                    |         | Frente Justicialista Federal           |
| General Arenales                                        | José Oscar Salvia              |         | Partido Justicialista                    |         | Frente Justicialista Federal           |
| General Belgrano                                        | Ricardo Julio Callegari R      |         | Partido Justicialista                    |         | Frente Justicialista Federal           |
| General Guido                                           | Aníbal Eugenio Loubet          |         | Unión Cívica Radical                     |         | —                                      |
| General La Madrid                                       | Juan Carlos Pellitta           |         | Partido Justicialista                    |         | Frente Justicialista Federal           |
| General Las Heras                                       | Juan Carlos Caló R             |         | Partido Justicialista                    |         | Frente Justicialista Federal           |
| General Lavalle                                         | Gustavo Enrique Dubsky         |         | Unión Cívica Radical                     |         | —                                      |
| General Madariaga                                       | Luis Emilio Romano R           |         | Unión Cívica Radical                     |         | —                                      |
| General Paz                                             | César Augusto Uribarri         |         | Partido Justicialista                    |         | Frente Justicialista Federal           |
| General Pinto (ver detalle)                             | Luis Alberto Bruni R           |         | Unión Cívica Radical                     |         | —                                      |
| General Pueyrredón (ver detalle)                        | Mario Roberto Russak           |         | Unión del Centro Democrático             |         | —                                      |
| General Rodríguez                                       | Oscar Jorge Di Landro          |         | Partido Justicialista                    |         | Frente Justicialista Federal           |
| General San Martín (ver detalle)                        | Antonio César Libonati         |         | Partido Justicialista                    |         | Frente Justicialista Federal           |
| General Sarmiento (ver detalle)                         | Luis Alfredo Ortega            |         | Partido Justicialista                    |         | Frente Justicialista Federal           |
| General Viamonte                                        | Elio Arnaldo Torregiani        |         | Unión Cívica Radical                     |         | —                                      |
| General Villegas                                        | Alberto Miguel Ballari R       |         | Unión Cívica Radical                     |         | —                                      |
| Guaminí                                                 | Miguel Ángel García Mérida R   |         | Partido Justicialista                    |         | Frente Justicialista Federal           |
| Hipólito Yrigoyen                                       | Osvaldo Martín Arpigiani       |         | Partido Justicialista                    |         | Frente Justicialista Federal           |
| Junín                                                   | Abel Paulino Miguel R          |         | Unión Cívica Radical                     |         | —                                      |
| La Costa                                                | Juan de Jesús R                |         | Partido Justicialista                    |         | Frente Justicialista Federal           |
| La Matanza (ver detalle)                                | Héctor Carlos Cozzi            |         | Partido Justicialista                    |         | Frente Justicialista Federal           |
| La Plata (ver detalle)                                  | Julio César Alak               |         | Partido Justicialista                    |         | Frente Justicialista Federal           |
| Lanús                                                   | Manuel Quindimil R             |         | Partido Justicialista                    |         | Frente Justicialista Federal           |
| Laprida                                                 | Alfredo Gabriel Irigoin R      |         | Unión Cívica Radical                     |         | —                                      |
| Las Flores                                              | Antonio Ubaldo Lizarraga R     |         | Unión Cívica Radical                     |         | —                                      |
| Leandro N. Alem                                         | Emir Aldo Deguer R             |         | Unión Cívica Radical                     |         | —                                      |
| Lincoln                                                 | Eduardo Donato Mango           |         | Unión Cívica Radical                     |         | —                                      |
| Lobería                                                 | Juan José Fioramonti R         |         | Unión Cívica Radical                     |         | —                                      |
| Lobos                                                   | Manuel María Manin             |         | Partido Justicialista                    |         | Frente Justicialista Federal           |
| Lomas de Zamora                                         | Juan Bruno Tavano              |         | Partido Justicialista                    |         | Frente Justicialista Federal           |
| Luján                                                   | Silverio Pedro Sallaberry      |         | Unión Vecinal de Luján                   |         | Vecinalismo                            |
| Magdalena                                               | Hilmar Walmar Wallace          |         | Unión Cívica Radical                     |         | —                                      |
| Maipú                                                   | Raúl José Bozzano              |         | Partido Justicialista                    |         | Frente Justicialista Federal           |
| Mar Chiquita                                            | Juan Carlos Prusziani          |         | Unión Cívica Radical                     |         | —                                      |
| Marcos Paz                                              | Enrique Jaime Salzmann R       |         | Partido Justicialista                    |         | Frente Justicialista Federal           |
| Mercedes                                                | Julio César Gioscio R          |         | Partido Justicialista                    |         | Frente Justicialista Federal           |
| Merlo                                                   | Raúl Alfredo Othacehé          |         | Partido Justicialista                    |         | Frente Justicialista Federal           |
| Monte                                                   | Raúl Carlos Iribarne           |         | Unión Cívica Radical                     |         | —                                      |
| Monte Hermoso                                           | Alberto José Abraham R         |         | Partido Justicialista                    |         | Frente Justicialista Federal           |
| Moreno                                                  | Julio Antonio Asseff           |         | Unión Vecinos de Moreno                  |         | Vecinalismo                            |
| Morón                                                   | Juan Carlos Rousselot R        |         | Partido Justicialista                    |         | Frente Justicialista Federal           |
| Navarro                                                 | Santiago Aníbal Maggiotti      |         | Partido Justicialista                    |         | Frente Justicialista Federal           |
| Necochea (ver detalle)                                  | José Antonio Aloisi            |         | Partido Justicialista                    |         | Frente Justicialista Federal           |
| Nueve de Julio                                          | Jesús Abel Blanco              |         | Partido Justicialista                    |         | Frente Justicialista Federal           |
| Olavarría                                               | Helios Eseverri                |         | Unión Cívica Radical                     |         | —                                      |
| Patagones                                               | Haroldo Amado Lebed            |         | Partido Justicialista                    |         | Frente Justicialista Federal           |
| Pehuajó                                                 | Julio Rodríguez R              |         | Partido Justicialista                    |         | Frente Justicialista Federal           |
| Pellegrini                                              | Emir López                     |         | Partido Justicialista                    |         | Frente Justicialista Federal           |
| Pergamino                                               | Alcides Fidel Sequeiro R       |         | Partido Justicialista                    |         | Frente Justicialista Federal           |
| Pila                                                    | Néstor Silvio Chesini R        |         | Unión Cívica Radical                     |         | —                                      |
| Pilar                                                   | Jorge Telmo Pérez              |         | Partido Justicialista                    |         | Frente Justicialista Federal           |
| Pinamar                                                 | Blas Antonio Altieri           |         | Movimiento Unión del Partido de Pinamar  |         | Vecinalismo                            |
| Puan                                                    | Carlos Eugenio Astorga         |         | Partido Justicialista                    |         | Frente Justicialista Federal           |
| Quilmes                                                 | Aníbal Domingo Fernández       |         | Partido Justicialista                    |         | Frente Justicialista Federal           |
| Ramallo                                                 | Alejandro Pedro Ballester R    |         | Partido Justicialista                    |         | Frente Justicialista Federal           |
| Rauch                                                   | Nicolás Alberto Sica R         |         | Unión Cívica Radical                     |         | —                                      |
| Rivadavia                                               | Héctor Luis Trucco R           |         | Partido Justicialista                    |         | Frente Justicialista Federal           |
| Rojas                                                   | Mario Gustavo Vignali          |         | Unión Cívica Radical                     |         | —                                      |
| Roque Pérez                                             | Jorge Jesús Cravero R          |         | Unión Cívica Radical                     |         | —                                      |
| Saavedra                                                | Luis Roberto Ripani R          |         | Partido Justicialista                    |         | Frente Justicialista Federal           |
| Saladillo                                               | Carlos Antonio Gorosito        |         | Unión Cívica Radical                     |         | —                                      |
| Salliqueló                                              | Adalberto Edgardo Breser R     |         | Partido Justicialista                    |         | Frente Justicialista Federal           |
| Salto                                                   | Victorio Carlos Migliaro R     |         | Partido Justicialista                    |         | Frente Justicialista Federal           |
| San Andrés de Giles                                     | Aldo Hugo Nascimbene R         |         | Unión Cívica Radical                     |         | —                                      |
| San Antonio de Areco                                    | Teodoro Gerónimo Domínguez R   |         | Unión Cívica Radical                     |         | —                                      |
| San Cayetano                                            | Tomás Arnaldo Visciarelli R    |         | Partido Justicialista                    |         | Frente Justicialista Federal           |
| San Fernando (ver detalle)                              | Alfredo Ramón Viviant R        |         | Partido Justicialista                    |         | Frente Justicialista Federal           |
| San Isidro (ver detalle)                                | Melchor Ángel Posse R          |         | Unión Cívica Radical                     |         | —                                      |
| San Nicolás                                             | Eduardo Luis Di Rocco R        |         | Partido Justicialista                    |         | Frente Justicialista Federal           |
| San Pedro                                               | Julio Arturo Pangaro           |         | Partido Justicialista                    |         | Frente Justicialista Federal           |
| San Vicente                                             | Oscar Ernesto Rodríguez        |         | Partido Justicialista                    |         | Frente Justicialista Federal           |
| Suipacha                                                | Juan Antonio Delfino           |         | Partido Justicialista                    |         | Frente Justicialista Federal           |
| Tandil                                                  | Julio José Zanatelli           |         | Fuerza Republicana                       |         | —                                      |
| Tapalqué                                                | Mario Alejandro Menchaca       |         | Unión Cívica Radical                     |         | —                                      |
| Tigre (ver detalle)                                     | Ricardo José Ubieto R          |         | Acción Comunal del Partido de Tigre      |         | Vecinalismo                            |
| Tordillo                                                | Juan Ismael Ferrari R          |         | Unión Cívica Radical                     |         | —                                      |
| Tornquist                                               | Gerardo Pedro Rattero          |         | Partido Justicialista                    |         | Frente Justicialista Federal           |
| Trenque Lauquen                                         | Jorge Alberto Barracchia R     |         | Unión Cívica Radical                     |         | —                                      |
| Tres Arroyos                                            | Fernando Ricci                 |         | Partido Justicialista                    |         | Frente Justicialista Federal           |
| Tres de Febrero (ver detalle)                           | Hugo Omar Curto                |         | Partido Justicialista                    |         | Frente Justicialista Federal           |
| Tres Lomas                                              | Miguel Ángel Sei R             |         | Partido Justicialista                    |         | Frente Justicialista Federal           |
| Veinticinco de Mayo                                     | Miguel Ángel Di Salvo          |         | Partido Justicialista                    |         | Frente Justicialista Federal           |
| Vicente López (ver detalle)                             | Enrique García R               |         | Unión Cívica Radical                     |         | —                                      |
| Villa Gesell                                            | Roberto Osvaldo Taboada        |         | Partido Justicialista                    |         | Frente Justicialista Federal           |
| Villarino                                               | Amadeo Augusto Stefanelli R    |         | Partido Justicialista                    |         | Frente Justicialista Federal           |
| Zárate (ver detalle)                                    | Aldo Luis Arrighi R            |         | Partido Socialista Democrático           |         | Unidad Socialista - Democracia Popular |
| R: Reelecto                                             |                                |         |                                          |         |                                        |
| Fuente: Junta Electoral de la Provincia de Buenos Aires |                                |         |                                          |         |                                        |